# Ferdinándújfalu
Ferdinándújfalu (románul: Nicolae Bălcescu) községközpont Romániában, Moldvában, Bákó megyében.

## Fekvése
Bákó megye keleti felében, a DN2-E85-ös észak-déli autópálya mellett fekvő település.

## Története
Ferdinándújfalu, Újfalu községközpont, 5 falu: Trunk (Galbeni), Bogdánfalva Valea Seacă, Bukila Buchila, Máriafalva (Lărguța) és Ferdinándújfalu (Nicolae Bălcescu) tartozik hozzá.
A 2011-es népességi adatok szerint 90,13% román, 1,28% magyar a többi egyéb nemzetiségűnek vallotta magát. Ebből 9,26% görögkeleti ortodox, 82,7% római katolikus volt.

## Nevezetességek
- Római katolikus temploma